# 根本京里
根本 京里（ねもと みやり、5月22日 - ）は、日本の女性声優。茨城県出身。青二プロダクション所属。

## 経歴
声優になろうと思ったきっかけは、子供の頃からアニメが好きだったことから。
父がアニメ、映画が好きで、VHSに録画をしてたくさんしてくれていた。物心つく頃には『ルパン三世』、『シティーハンター』といった作品に触れており、その後は『結界師』、『ソウルイーター』にも熱中していた。当時は『結界師』のヒロインの雪村時音に憧れ、髪も伸ばしており、オタクしていたという。
高校時代に「人生は一度しかないから一番好きなことをやりたい」と思い、色々と考えていた時に真っ先にアニメが出てきたが、当時のアニメーターか声優しかアニメに関わる仕事を知らなかった。絵を書くことは好きであったが、上手ではなく仕事にはできなく、声優にはなれるわけないと思っていたため、もう一つの夢だった幼稚園教諭になるために、大学に進学。大学1年生で上京したが、大学の授業の中で、講師が「若いうちに1個でも気になることがあるんだったら挑戦してみることに価値があるからやってみなさい」という話をしてくれた。その時に「声優に挑戦しよう」と大学に通いながら東北新社映像テクノアカデミア声優科に2年半通っていた。
両親からは「絶対に反対されるだろうな」と思ったため、どうしたら認めてもらえるのかを書いていたプレゼンテーションを作り、両親にプレゼンをしていたが、「応援するよ」と言ってくれたという。
養成所時代は、「演技できる」と思い入所したが、一緒に養成所に通っていた同じ事務所の角倉英里子の演技を初めて見ていた時に、「こんなに上手なのにまだプロじゃないのか」と絶望してしまい、また意識が変わったという。
文化放送 超!A&G+ラジオ番組「本気!アニラブ」第15期火曜パーソナリティを担当してきた。2019年12月より「本気！アニラブ」第15期のパーソナリティによるユニット「koikan@」のメンバーとなる。
アニメでのデビューは『ゲゲゲの鬼太郎（第6作）』。
声優を目指していた当初はすごく不安で「デビューしてから5年の間に自分で納得できる役を取れなかったら、声優はキッパリ辞めよう」と決めていた。声優デビュー後は「現場に出てからじゃないと気が付けないことが本当にたくさんあるんだな」と実感していた。偶々初めてメインの役である『くノ一ツバキの胸の内』でサザンカ役に抜擢され、「続けてもいいかも」と思えるようになり、「サザンカがいなかったらいま私はここにいなかったんだろうな」と語る。

## 人物
活動で転機となった作品は『くノ一ツバキの胸の内』で、それがきっかけでやかましい喋りのキャラクターが増えたため、自分の幅を広げてくれた作品であった。『アリス・ギア・アイギス Expansion』の高幡のどか役もそうでのどかは自分とも近しいキャラクターだったため、演じている時に自分とキャラクターの境目がわからなくなってしまった。その時に世に出るまでは不安であったが、ファンからキャラクターを好きになってくれて嬉しかったという。
趣味はランニングとネイルアート、特技にはエレキベースとスキーを挙げている。資格は柔道初段。
身体を動かすことも好きで、小学校1年からずっと柔道を続けていた。始めたきっかけは『YAWARA!』の主人公、猪熊柔であった。中学3年間は陸上部、高校生になって再び柔道部に所属。柔道初段と有段者である。
「根本京里の本気！アニラブ」第2回放送で黒帯の柔道着姿を披露した。
大学時代にはバレーボール部であった。

## 出演
太字はメインキャラクター。

### テレビアニメ
2019年
- ゲゲゲの鬼太郎（第6作）（2019年 - 2020年、女性、女子アナ、モデル、子供、ギャル）

2020年
- とある科学の超電磁砲T（敵高女）
- ONE PIECE（2020年 - 2022年、芸者、子供、娘、女の子、町民 他）
- かぐや様は告らせたい?〜天才たちの恋愛頭脳戦〜（女子生徒）
- フルーツバスケット（男の子、女子生徒）
- もっと!まじめにふまじめ かいけつゾロリ（2020年 - 2022年、男児B、ドアノブB、観客D、丁ヒメ、園児B 他） - 3シリーズ
- ちびまる子ちゃん（2020年 - 2025年、お茶屋さん、女子3、ネコ①、女の子）
- トニカクカワイイ（幼稚園の女の子）
- アサルトリリィ BOUQUET（立原紗癒）
- キングスレイド 意志を継ぐものたち（料理人、女2）
- 進撃の巨人（2020年 - 2021年、子供たち）

2021年
- たとえばラストダンジョン前の村の少年が序盤の街で暮らすような物語（女A）
- ワールドトリガー（システム音声）
- 戦闘員、派遣します!（メールちゃん）
- D_CIDE TRAUMEREI THE ANIMATION（友達）
- デジモンゴーストゲーム（女子高校生）

2022年
- CUE!（番レギ女子）
- くノ一ツバキの胸の内（サザンカ）
- 継母の連れ子が元カノだった（女子生徒）
- BanG Dream! Morfonication（同級生A）

2023年
- お隣の天使様にいつの間にか駄目人間にされていた件（女子生徒）
- もういっぽん!（小出寧々）
- 僕の心のヤバイやつ（女子高生B）
- アリス・ギア・アイギス Expansion（高幡のどか）
- 山田くんとLv999の恋をする（生徒）
- 贄姫と獣の王（鳥族の子供）
- わたしの幸せな結婚（斎森家使用人）
- ホリミヤ -piece-（女子生徒B）
- 死神坊ちゃんと黒メイド（2023年 - 2024年、ファイファ） - 2シリーズ
- 英雄教室（レヴィア）
- お嬢と番犬くん（原崎）
- 婚約破棄された令嬢を拾った俺が、イケナイことを教え込む（子供）
- 新しい上司はど天然（紺野の友人）
- アンデッドアンラック（2023年 - 2024年、ミコ）

2024年
- 姫様“拷問”の時間です（タコ）
- 悪役令嬢レベル99 〜私は裏ボスですが魔王ではありません〜（ディーバ）
- WIND BREAKER
- Lv2からチートだった元勇者候補のまったり異世界ライフ（少女）
- なぜ僕の世界を誰も覚えていないのか?（ラスタライザ達の声）
- 2.5次元の誘惑（コスプレイヤーC）
- カードファイト!! ヴァンガード Divinez（生徒）
- ATRI -My Dear Moments-（生徒）
- 魔王2099（ミリナ）
- Re:ゼロから始める異世界生活 3rd season（避難所の人々）
- トリリオンゲーム（2024年 - 2025年、天パ組）
- らんま1/2 (2024)（女子）
- アサティール2 未来の昔ばなし（2024年 - 2025年、長女、サーレ）

2025年
- 花は咲く、修羅の如く（猫井未唯子）
- ハニーレモンソーダ（遠藤あゆみ）
- SAKAMOTO DAYS（ピー助） - 2シリーズ
- 男女の友情は成立する?（いや、しないっ!!）（女子生徒B）
- 瑠璃の宝石（谷川瑠璃 ）
- 雨と君と（めだか）
- 気絶勇者と暗殺姫（受付嬢）

### 劇場アニメ
- 劇場版ポケットモンスター ココ（2020年、アナウンサー）
- 劇場版 美少女戦士セーラームーンEternal（2021年、生徒）
- 僕のヒーローアカデミア THE MOVIE ワールド ヒーローズ ミッション（2021年）
- 劇場版マクロスΔ 絶対LIVE!!!!!!（2021年）
- 劇場短編マクロスF 〜時の迷宮〜（2021年）
- バブル（2022年）

### Webアニメ
2020年
- 薄明の翼（広告スタッフ）

2021年
- Pokémon Evolutions（ピカチュウ〈オス〉、平和の女神）
- POKÉTOON『ゲンガーになっちゃった!?』（プルリル）
- みにヴぁん ら〜じ（女性3）
- 範馬刃牙（アシスタント）
- がんばれ同期ちゃん（女の子、二次会の参加者）

2022年
- 雪ほどきし二藍

2023年
- PLUTO（子供）

### ゲーム
2019年
- ウチの姫さまがいちばんカワイイ（オロチ）

2020年
- ロストアーク [LOST ARK]（ネリア）
- けものフレンズ3（レッサーパンダ）
- おねがい、俺を現実に戻さないで! シンフォニアステージ（リンドリット パフブリンガー）

2021年
- オーバーエクリプス（アルゴル）

2022年
- ヘブンバーンズレッド（2022年 - 2024年、菅原千恵）
- アリスフィクション（佐々木小次郎）
- アサルトリリィ Last Bullet（立原紗癒）

2023年
- OCTOPATH TRAVELER II
- アリス・ギア・アイギス（2023年 - 2024年、高幡のどか）
- ブルーアーカイブ -Blue Archive-（2023年 - 2024年、宇沢レイサ）
- クライマキナ/CRYMACHINA（ノア）
- ヴェルヴェット・コード（ブルターニュ）

2024年
- ウマ娘 プリティーダービー（サムソンビッグ）
- ウマ娘 プリティーダービー 熱血ハチャメチャ大感謝祭!（サムソンビッグ） - DLC追加キャラクター

### ラジオ
※はインターネット配信。
- 根本京里の本気!アニラブ（2019年 - 2020年、超!A&G+※）
- 根本京里のあなたとみやりんく（2020年 - 2021年、ニコニコ生放送・YouTube※[28]）
- 男子禁制!?くノ一ラジオの胸の内（2022年 、音泉※）[29]
- 根本京里のラジオ勉強中（2022年 - 2023年 、Radiotalk※）
- 新田ひより・根本京里の“ひよりみ”（2023年 - 、ニコニコ生放送※）[30]
- 瑠璃の宝石 ミネラルRadio（2025年、音泉※・YouTube※）[31]

### ボイスオーバー
- 月曜から夜ふかし

### 吹き替え
- トップボーイ（ラケル）
- ロスト・イン・スペース シーズン2（サマンサ）

### オーディオブック
- スマホを落としただけなのに 囚われの殺人鬼（2020年、ナレーション）

### デジタルコミック
- 悪役令嬢は嫌われ貴族に恋をする（2021年）[32]
- 黒ギャルさんが来る！（2021年、クラスメイト[33]）

### ボイスドラマ
- 幕末動乱美少女伝（2024年、野津道貫、沖田総司）
- 戦国繚乱美少女伝（2025年、織田信雄）

### その他コンテンツ
- ウマ娘 シンデレラグレイ PV（2021年、ベルノライト[34]）

### 舞台
- キミに贈る朗読会 短編集「フェアウェル・シーベッド」（2023年9月16日 - 17日、MsmileBOX渋谷[35]）
- 朗読劇『シアター 』再演（2024年5月15日 -26日、シアター風姿花伝） - 白石すみれ 役、ふうこ 役

## ディスコグラフィ

### キャラクターソング
| 発売日         | 商品名                                                                    | 歌                                                                                                 | 楽曲                                                                        | 備考                                                                  |
| -------------- | ------------------------------------------------------------------------- | -------------------------------------------------------------------------------------------------- | --------------------------------------------------------------------------- | --------------------------------------------------------------------- |
| 2020年12月23日 | おねがい、俺を現実に戻さないで！ シンフォニアステージ VOCAL COLLECTION 01 | ファミーリア                                                                                       | 「上空リヴァーバレイション」                                                | ゲーム『おねがい、俺を現実に戻さないで！ シンフォニアステージ』関連曲 |
| 2020年12月23日 | おねがい、俺を現実に戻さないで！ シンフォニアステージ VOCAL COLLECTION 01 | アユカワユウ（内山悠里菜）、リンドリットパフブリンガー（根本京里）、ウルルーオースピア（菅沼千紗） | 「CHANCE!」                                                                 | ゲーム『おねがい、俺を現実に戻さないで！ シンフォニアステージ』関連曲 |
| 2022年7月6日   | くノ一ツバキの胸の内 あかね組音楽集                                       | ツバキ（夏吉ゆうこ）、サザンカ（根本京里）、アサガオ（鈴代紗弓）                                   | 「あかね組活動日誌 ～戌班～」                                               | テレビアニメ『くノ一ツバキの胸の内』エンディングテーマ                |
| 2022年7月6日   | くノ一ツバキの胸の内 あかね組音楽集                                       | あかね組ねうしとらうたつみうまひつじさるとりいぬい                                                 | 「あかね組活動日誌 ～ねうしとらうたつみうまひつじさるとりいぬい大集合！～」 | テレビアニメ『くノ一ツバキの胸の内』エンディングテーマ                |

### その他参加作品
| 発売日         | 商品名                           | 歌      | 楽曲         | 備考                                               |
| -------------- | -------------------------------- | ------- | ------------ | -------------------------------------------------- |
| 2019年12月28日 | 本気!アニラブ 第15期テーマソング | koikan@ | 「BlooMoon」 | Webラジオ『本気!アニラブ』第15期オープニングテーマ |

### シリーズ一覧
1. ↑  第1シリーズ（2020年）、第2シリーズ（2021年）、第3シリーズ（2022年）
2. ↑  第2期（2023年）、第3期（2024年）
3. ↑  第1クール（2025年）、第2クール（2025年）

### 初出話一覧
1. 1 2 3 4 5 6  第1話初出
2. 1 2  第3話初出
3. 1 2  第6話初出
4. ↑  第9話初出
5. ↑  第4話初出
6. ↑  Season2 第5話初出
7. 1 2 3  第10話初出
8. ↑  第57話初出
9. ↑  第19話初出
10. 1 2  第8話初出
11. 1 2  第7話初出
12. ↑  第5話初出

### ユニットメンバー
1. ↑  アユカワユウ（内山悠里菜）、リンドリットパフブリンガー（根本京里）、ウルルーオースピア（菅沼千紗）、メルブレイドビターミスト（風間万裕子）、ラルムスクルシェッロ（久住琳）、カレッカマリブラ（ほなみ）、ノア オリヴェリア（関口理咲）、ラニ（森山由梨佳）、ジュシ― ハイレン（川上ひろみ）、ディアマンテ リーンウェイブ（薄井友里）、ロッティドランギア（社本悠）、ニーナミスティリオン（松嶌杏実）、ラーラジュヌヴィエーヴル ファインスター三世（山根綺）、シホ（白砂沙帆）、ヤオリェンロオ（松下真緒）
2. ↑  ツバキ（夏吉ゆうこ）、サザンカ（根本京里）、アサガオ（鈴代紗弓）、リンドウ（小原好美）、ベニスモモ（山根綺）、ミズバショウ（石見舞菜香）、トウワタ（富田美憂）、ウイキョウ（朝日奈丸佳）、キキョウ（田中美海）、モクレン（羊宮妃那）、ツワブキ（広瀬ゆうき）、ホウセンカ（河野ひより）、シオン（長谷川育美）、スズラン（遠野ひかる）、アジサイ（古賀葵）、フキ（南真由）、イタドリ（七瀬彩夏）、ウメ（和多田美咲）、ヒギリ（貫井柚佳）、スズシロ（高田憂希）、ハス（佳原萌枝）、ドクダミ（川井田夏海）、アオギリ（小市眞琴）、シャクヤク（土屋李央）、スミレ（ファイルーズあい）、アザミ（朝井彩加）、タンポポ（井上ほの花）、タチアオイ（市ノ瀬加那）、ヒグルマ（峯田茉優）、ハギ（近藤玲奈）、カゲツ（会沢紗弥）、ホトトギス（幸村恵理）、ムクゲ（伊藤彩沙）、ヒナギク（高野麻里佳）、キブシ（長縄まりあ）、オニユリ（大地葉）
3. ↑  柳原かなこ、根本京里、西山彩佳